# Adam Wharton
Adam James Wharton (ur. 6 lutego 2004 w Blackburn) – angielski piłkarz grający na pozycji pomocnika w angielskim klubie Crystal Palace oraz reprezentacji Anglii. Srebrny medalista Mistrzostw Europy 2024.